# BlackBerry (film)
BlackBerry è un film del 2023 diretto da Matt Johnson.
Adattamento cinematografico del libro di Jacquie McNish e Sean Silcoff Losing the Signal: The Untold Story Behind the Extraordinary Rise and Spectacular Fall of BlackBerry, il film parla della creazione della linea di cellulari BlackBerry da parte dei co-fondatori Douglas Fregin e Mike Lazaridis e dell'investitore Jim Balsillie.

## Trama
Mike Lazaridis e Jim Balsillie fondano un'azienda per lanciare un nuovo prodotto, il primo smartphone della storia, il BlackBerry; tuttavia, il suo successo viene eclissato dai suoi diretti concorrenti, Apple e Samsung.

## Distribuzione
BlackBerry è stato presentato in concorso al 73º Festival Internazionale del Cinema di Berlino il 17 febbraio 2023 e distribuito nelle sale cinematografiche italiane a partire dal 16 novembre 2023.

## Accoglienza
Sul sito aggregatore di recensioni Rotten Tomatoes, il 98% delle recensioni di 188 critici è positivo, con una valutazione media di 7,9/10. Metacritic, che utilizza una media ponderata, ha assegnato al film un punteggio di 78 su 100, sulla base di 44 critici, indicando recensioni "generalmente favorevoli".